# Yves de Bellême
Yves de Bellême war Bischof von Sées wohl von 1035 bis um 1071. Er war somit ein Zeitgenosse Wilhelms des Eroberers und der Bischöfe in seiner Umgebung, Odo von Bayeux und Geoffroy de Montbray.

## Biografie
Yves als Bischof von Sées ist erst ab 1046/48 bezeugt, obwohl anzunehmen ist, dass er bereits seit 1035 die Diözese leitete. Der Geschichtsschreiber Ordericus Vitalis zeichnet ein schmeichelhaftes Bild seiner Person: er nennt ihn groß und wohlgestaltet, gebildet und kenntnisreich, spirituell, redegewandt und Freund des Friedens und setzt ihn damit in Kontrast zu den übrigen Mitgliedern des Hauses Bellême. Dennoch scheint er ein typischer Bischof der Zeit gewesen zu sein – in militärischen Belangen genauso bewandert wie in geistigen, und somit stark in den Problemen der Zeit involviert.
Um 1047 scheint er die Revolte seines Neffen Arnoul de Bellême gegen seinen Bruder Guillaume II. Talvas de Bellême unterstützt zu haben, die mit der Vertreibung des Herrn von Bellême endete. Arnoul und Yves teilten sich die Herrschaft Bellême; kurze Zeit später, um 1048/49, wurde Arnoul ermordet.
Etwa zur gleichen Zeit musste Yves Sées zurückerobern, das Zentrum seiner Diözese, das von Raubrittern, den Soreng, besetzt worden war. Laut Ordericus Vitalis hatten diese Männer die Kathedrale von Sées in eine Diebeshöhle verwandelt, einen Pferdestall und ein Bordell. Yves musste die Stadt belagern und dabei einen Turm anzünden (wobei unklar ist, ob ein Turm der Kathedrale oder ein Turm der römischen Stadtmauern gemeint ist). Unglücklicherweise griff das Feuer auf die Kathedrale über. Die Soreng flohen, aber Yves erhielt eine Ruine zurück.
1049 nahm Yves am Konzil zu Reims teil, auf dem Papst Leo IX. ihm vorhielt, die Kathedrale angezündet zu haben. Zur Strafe musste Yves ihre Wiederherstellung zusagen. Um die dafür benötigten Mittel zu erhalten, verließ Yves die Normandie, ging nach Süditalien und sogar nach Konstantinopel und suchte dort lebende reiche Normannen auf. Nach seiner Rückkehr konnte er die Arbeiten an der neuen Kathedrale in Auftrag geben, die Fertigstellung erlebte er jedoch nicht mehr. Parallel dazu ging er – gemeinsam mit seiner Nichte Mabile de Bellême und deren Ehemann Roger II. de Montgommery – die Restaurierung des Klosters Saint-Martin in Sées an.
Joseph Decaens vermutet, dass Yves auch für die Gründung der Motte von Sées verantwortlich ist.